# Иван Росенов
Иван Росенов Иванов е български сценарист и режисьор.

## Биография и творчество
Роден е в град София на 24 ноември 1951 г. Cин на известния ортопед проф. Росен Иванов. Завършил през 1978 г. ВИТИЗ „Кръстьо Сарафов" със специалност кинорежисура при проф. Христо Христов. Работи за СИФ „Бояна“ и студия „Време“. Дебютира с игралния филм „Поетът и дяволът“ – единствен за сега филм за поета Смирненски и дебют също за актьора Владо Пенев. „Спирка за непознати“ (Катя Паскалева, Антон Радичев), който е приет топло в Ню Йорк и показан там на няколко фестивала. Създава редица документални филми отличаващи се с „филигранна чувствителност“. Някои също „напуснали границата“ като „Всички вкупом“ и „Марго и приятели“. Поставя и в театъра – „Кълбовидна мълния“ на Иван Радоев. Като резултат от неосъществен проект с американския режисьор Алън Елгард за Бразилия, написва „Амор, амор“. Създател е на книгата „Катя Паскалева, Книжни квадратчета…“.

## Награди
- Награда от Фестивала на младите филмови дейци
- Награда на Съюза на филмовите дейци
- Награда на град София

## Филмография
Като режисьор

### Игрални
- Спирка за непознати (1989)
- Поетът и дяволът (1984)

### Документални
- Марго и приятели (2008)
- Бягството на заека (1998)
- Железният баща (1994)
- Всички вкупом (1992
- Тъжба (1989)
- Заседанието се открива (1987)
- Примерът (1985)
- Надежда (1981)
- Пиле у гората (1979)

Като сценарист
- Между небето и земята (2008)
- Марго и приятели (2008)
- Бягството на заека (1998)
- Поетът и дяволът (1984)